# Sport à Macao

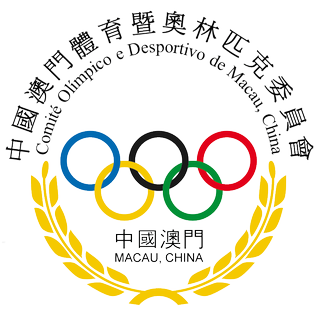
Logo du comité sportif et olympique de Macao

Les habitants de Macao pratiquent bon nombre de sports aussi bien pour les loisirs que pour la compétition. Le football, le basket-ball, le volley-ball, le bateau-dragon, le jogging, la natation, le tennis de table et le badminton font partie des disciplines les plus populaires dans la communauté. Des championnats et compétitions locales sont régulièrement organisées chaque année, mais en raison de la faible population de Macao les compétitions professionnelles sont financièrement infaisables et la plupart des sportifs sont donc amateurs.
Il existe plusieurs associations et clubs sportifs à Macao qui organisent fréquemment des évènements et compétitions sportifs au niveau local ou régional. En raison du caractère amateur du sport local, toutes les associations et les clubs sportifs de Macao vivent des subventions gouvernementales et des sponsors. Le Macao Sport development Board est le département chargé du développement du sport et de l’organisation des évènements sportifs majeurs organisés à Macao, à l’exception du Grand Prix de Macao de Formule 3, qui possède son propre comité d’organisation.

## Les disciplines sportives pratiquées par la population locale
Il existe plus de cinquante associations sportives à Macao. Elles prennent notamment en charge l’organisation des compétitions locales et régionales, l’entraînement des jeunes, la promotion du sport auprès des communautés autochtones, la coordination avec les autorités pour la tenue d’événements et de compétitions internationales. Des centaines de clubs de disciplines différentes sont sous tutelle de ces associations.
Des ligues amateur sont organisées pour que les clubs puissent s’affronter. Des ligues telles que celles de football, de basket-ball, de volleyball, de bateaux-dragons, et des catégories universitaires attirent le plus de participants.

### Football
À Macao, le football est très populaire et il existe, en plus du traditionnel onze-contre-onze, une autre ligue qui se pratique sur un terrain plus petit (75 × 50 mètres) avec un ballon de moindre diamètre (taille no 4 au lieu de la traditionnelle taille no 5). Le manque de terrains de taille standard et la plus grande facilité d’entretien de plus petits terrains synthétiques sont à l’origine de cette seconde pratique.

### Basket-ball
Le basket-ball compte parmi les autres sports populaires à Macao. Les matches sont en général joués selon les règles de la FIBA et les terrains (d’extérieur comme d’intérieur) sont largement accessibles au grand public. Des compétitions amateur ont lieu chaque année et les joueurs qui s’y distinguent sont généralement sélectionnés pour la Macau SAR Team.

### Courses de bateau-dragon
Les courses de bateau-dragon sont presque centenaire dans l’histoire de Macao. À l’époque, on nommait les courses de bateau-dragon “ba long chuan” (chinois : 扒龍船) ou “bateau arrête” (chinois : 魚骨船). Depuis 1979, Le Conseil pour le Développement du Sport à Macao organise la tenue de compétitions internationales de dragon-bateau une fois par an lors du festival Duanwu (chinois : 端午節) aussi connu comme le festival de bateau-dragon. Cet événement est associé au folklore traditionnel et institutionnel chinois. C’est pourquoi une compétition de bateau-dragon a lieu à chaque festival de Duanwu à Sai Van Lake.
Depuis 2003, la popularité grandissante des courses de bateau-dragon a incité de nombreux jeunes à se lancer dans cette discipline et à s’intéresser à la culture traditionnelle chinoise. 
Lorsque l’on évoque les participants aux courses de bateau-dragon, on leur associe souvent l’image d’une peau matte et ferme. Ceci est dû au fait que les entraînements ont lieu après les cours ou le travail. Tous les participants veulent gagner et la victoire apporte honneur et gloire à leur village natal. C’est pourquoi ces athlètes passent tous leurs après-midi et fins de semaine à améliorer leur coordination sur le bateau. Ils ont entre vingt et quarante ans de moyenne mais certaines équipes oscillent entre quinze et trente ans d’âge.
En 2003, le Conseil pour le Développement du Sport à Macao a dirigé le comité des 4es Jeux Asiatiques Orientaux de Macao, ainsi que l’Association de Bateau-Dragon de Macao en Chine. 
Du 29 octobre 2005 au 8 novembre 2005, ce comité a organisé les 4es Jeux Asiatiques Orientaux de Macao. Plus de vingt pays et villes d’Asie de l'Est ont engagé leurs équipes dans plus de cinquante disciplines parmi lesquelles la course de bateau-dragon.

### Jogging et course à pied
Le jogging et la course à pied sont populaires parmi les personnes trentenaires et plus. La plupart d’entre eux courent tôt le matin ou le soir sur un parcours piéton qui entoure la colline de Guia dans la péninsule de Macao. Ce lieu est célèbre auprès de la population pour son environnement propice à la course : pas de voiture, un parcours en boucle bordé d’arbres et de buissons, un revêtement goudronné, et suffisamment d’espace pour aller dans les deux sens. Certaines courses locales y sont organisées.
Depuis 2007, le Comité pour le Développement du Sport à Macao a ouvert au public certaines enceintes sportives pour que les joggeurs et coureurs puissent s’y entraîner. Par le passé, ces pistes n’étaient pas accessibles au grand public mais réservées aux séances d’entraînement d’équipes, aux journées sportives scolaires, et aux compétitions locales. Cette mesure a surtout été bénéfique aux personnes résidant loin de la colline de Guia et qui souhaitaient courir de manière régulière.

### Rugby
Macao possède une équipe de rugby nationale engagée dans les compétitions internationales. Il existe également le Club de Rugby de Macao qui prend part à différentes compétitions. 
Des tournois de Beach rugby et de rugby à 10 se sont tenus à Macao qui bénéficie de l’ancrage plus fort du rugby chez le voisin Hong Kong.

## Les événements sportifs internationaux à Macao

### Les événements annuels

#### Le Grand Prix de Macao
Le Grand Prix de Macao est une course motorisée qui se déroule tous les ans au mois de novembre. Son circuit, tout comme celui du Grand Prix de Monaco à Monte-Carlo, est un circuit urbain bordé de rails de protection, et où les zones de dépassement sont rares. Également appelé le circuit de Guia, il est célèbre pour sa succession de lignes droites rapides (une voiture de Formule 3 peut atteindre la vitesse de 260 km/h en bout de ligne) et ses virages montants et descendants ; c’est pourquoi il est reconnu comme étant un des circuits les plus exigeants au monde. Tous les ans, des centaines de pilotes auto et moto du monde entier s’y rassemblent et se battent pour la gloire. Depuis que le Grand Prix est monté de la Formule Atlantique à la Formule 3, il est devenu un tremplin pour les futurs pilotes de Formule 1, et le théâtre des affrontements entre les récents vainqueurs des différents championnats de Formule 3 (britannique, européen, japonais, et autres). Parmi les plus célèbres pilotes on compte notamment Ayrton Senna, Michael Schumacher, Mika Häkkinen, David Coulthard, Ralf Schumacher, et Lewis Hamilton.
De par sa valeur historique et touristique, le Grand Prix de Macao possède son propre musée - le Musée du Grand Prix - où les fans peuvent revivre leurs souvenirs émus des courses passées et présentes. Ils peuvent y voir plus d’une vingtaine de voitures de courses de grands noms du sport automobile mondial, des voitures de courses électriques, des accessoires de course et des vidéos ayant trait au Grand Prix de Macao. Les visiteurs peuvent ainsi capturer l’essence des courses auto-moto à Macao des quarante dernières années. En plus des nombreuses photos de courses historiques, le musée permet aux visiteurs de vivre les sensations de la course à l’aide de deux simulateurs.

#### Le Grand Prix de volleyball de la FIVB
Pour la première fois en 1994, Macao s’est vu attribuer une étape du Grand Prix de volleyball de la FIVB. À l’exception des éditions de 2003 et 2004 où le complexe sportif (le Maco Forum) était en rénovation pour les Jeux Asiatiques Orientaux de 2005, le Grand Prix de volleyball de la FIVB a toujours fait étape à Macao.
Macao a été l’hôte de la finale de 2001.

#### L'Opende golf de Macao
L’Open de golf de Macao est un tournoi professionnel qui se tient chaque année en mai depuis 1998 ; c’est une étape du Asian Tour. Il se déroule au Macau Golf and Country Club de Coloane. Lee Westwood (vainqueur en 1999) et Colin Montgomerie (vainqueur en 2003) font partie des vainqueurs notoires.

#### Le Marathon international de Macao
Le Marathon international de Macao a lieu tous les ans en décembre. On compte trois distances : le marathon, le semi-marathon et le mini-marathon.

### Les événements uniques

#### Les Jeux Asiatiques en salle de 2007
Réuni en assemblée générale le 24 janvier 2003 au Koweït, le Comité Olympique d’Asie (COA) a attribué la seconde édition des spectaculaires Jeux Asiatiques en salle de 2007 à Macao. À cette occasion, le logo des jeux de 2007 réalisé à Macao, a été approuvé à l’unanimité. Le Comité Olympique d’Asie (COA) a créé les Jeux Asiatiques en salle comme une compétition bi-annuelle pour introduire certains types de sports ayant un potentiel télévisuel mais qui ne sont pas nécessairement retenus ni aux traditionnels Jeux Asiatiques, ni aux jeux olympiques. On dénombre entre six et huit disciplines différentes, très fortement télégéniques, tels que les sports extrêmes, l’aérobic, la gymnastique acrobatique, l’athlétisme en salle, la danse sportive, le futsal, le roller in line hockey, les courses de natation sur 25 mètres, et celles avec palmes. Ces Jeux se sont déroulés du 26 octobre au 3 novembre 2007.

#### Les Jeux Asiatiques orientaux de 2005
Macao s’est vu attribuer l’organisation des 4es Jeux Asiatiques orientaux lors d’une réunion de l’Association des Jeux Asiatiques Orientaux (AJAO) en mars 1996 à Guam. Ces jeux se sont tenus du 29 octobre au 6 novembre 2005. La Chine, le Japon, la Corée du Sud, la Corée du Nord, Hong Kong, la Mongolie, Taïwan et Guam y ont envoyé plus de 2 800 athlètes et officiels.
On dénombrait dix-sept disciplines et deux cent trente-cinq événements lors de cette compétition parmi lesquels :
les sports aquatiques, l’athlétisme, le basket-ball, le bowling, la danse, les courses de bateau-dragon, le football, la gymnastique acrobatique, le hockey, les sports de rame, le karato, le tir, le soft tennis, le taekwondo, le tennis, l’haltérophilie et le wushu.
Par l’emploi des cinq couleurs des anneaux olympiques, le logo des Jeux Asiatiques orientaux a soufflé l’esprit olympique d’une nouvelle manière. Celui-ci reflétait également la puissante énergie des cinq éléments : le métal, le bois, l’eau, le feu et la terre.
La mascotte des 4es Jeux Asiatiques orientaux était un écureuil du nom de « Pak Pak (柏柏) ».  « Pak Pak » vient de la colline de Guia à Macao où poussent de nombreux conifères, et qui héberge le plus vieux phare du littoral chinois : le phare de Guia.

## Macao dans les compétitions internationales

### Sport olympique
Macao a un Comité National Olympique, le Comité Olympique de Macao, Il est membre du  Comités Olympiques d'Asie (OCA) et membre de  Comités olympiques de langue portugaise. Cependant, Il n'est pas membre du Comité international olympique (CIO) et ne peut donc pas concourir à les jeux olympiques.

### Sport paralympique
Le Comité National Paralympique (CNP) est, lui, membre du Comité International Paralympique (CIP). À ce titre, Macao participe aux Jeux paralympiques depuis 1980.

### Jeux asiatiques
Macao participe aux Jeux asiatiques depuis les Jeux asiatiques de 1990. Ils ont remporté 2 médailles d'or, 11 médailles d'argent et 20 médailles de bronze (Trente-troisième)

### World Games
A remporté une médaille de bronze dans la compétition de kick boxing féminin de 52 kg aux Jeux mondiaux de 2017.

### Jeux Lusofonia
Les 1ers Jeux lusophones (portugais: 1.os Jogos da Lusofonia) ont eu lieu dans la région administrative spéciale de Macao de la République populaire de Chine entre le 7 et le 15 octobre 2006. Macao a remporté 16 médailles d'or, 15 médailles d'argent et 33 médailles de bronze (4e place).

### Universiade
Macao a remporté deux médailles d'or.

### Sourdlympiques
Macao a participé 4 fois aux Sourdlympiques d'été depuis 2001. Le pays n'a jamais participé aux Jeux d'hiver.